# Anona
Anona est une société créée en 2014 qui collecte des fonds pour des associations humanitaires et environnementales en leur reversant des revenus publicitaires liés au visionnage de vidéos.

## Histoire
Anona a été créée en 2014 par Frédéric Ollier et Morgan Nguyen, deux anciens étudiants de l’Université Savoie-Mont-Blanc. La plateforme a été accompagnée par le réseau Entreprendre et a intégré BoostinLyon, un accélérateur startups,. Elle s'est installée à Annecy[réf. souhaitée] et à Nantes dans le Startup Palace à la suite de sa sélection au sein de l'accélérateur du Groupe Ouest-France.

## Concept
Depuis le site internet ou l'application mobile, l'utilisateur est invité à choisir une association et un programme en fonction de thématiques telles que la cause environnementale, l'humanitaire, ou encore la culture. La vidéo publicitaire doit ensuite être visionnée intégralement pour valider le don,. Depuis octobre 2016, il est également possible de passer directement par un réseau de sites dits « bienfaiteurs »,. Selon l'un des cofondateurs, il ne s'agit « pas faire de la pub intrusive, (...) On souhaite plutôt que les gens se rendent sur Anona lorsqu'ils en ont envie ».
Nouvelle manière d'aider les associations en ce que le concept prône la gratuité pour le donateur, Les Inrocks précisent cependant qu'il s'agit « de payer en temps de cerveau disponible ».

### Quelques exemples de partenariats
- Avec l'ONG Planète Urgence afin de soutenir la reforestation à Madagascar[14].

- Avec le SAMU social de Paris afin de fournir des duvets à des sans-abris[15],[16]